# Božanstvena komedija
Božanstvena komedija (tal. Commedia, pridjev „božanstvena” ili divina kasnije je dodao Giovanni Boccaccio) epski je spjev, koji je napisao Dante Alighieri između 1304. i svoje smrti 1321. To je ujedno i najpoznatije Danteovo djelo, koje se smatra i centralnim epskim spjevom talijanske književnosti, posljednjim velikim književnim djelom srednjeg vijeka i prvim velikim djelom koje nagovješćuje renesansu.
Na hrvatski je među prvima prevodi Dobrić Dobrićević (Bresa, 1487.).

## Struktura djela
Božanstvena komedija sastoji se od tri dijela, Pakla (Inferno), Čistilišta (Purgatorio) i Raja (Paradiso), koji redom imaju 34 (uvodno pjevanje i još 33 pjevanja), 33 i 33 pjevanja, a ukupno čine preko 14 000 redaka. Prvi dio komedije, Pakao, najpoznatiji je te se često objavljuje odvojeno pod nazivom „Danteov Pakao”. Broj 3 kao simbol iznimno je važan u ovom djelu – dužina djela (po 33 pjevanja), strofa kojom je spjev pisan je tercina, tri zvijeri napadaju Dantea u uvodnom pjevanju, a broj tri također je i simbol Svetog Trojstva. Važnu ulogu ima i broj 100, koji je bio smatran savršenim brojem (uvodno pjevanje i tri dijela po 33 pjevanja). Strofe se također sastoje od triju redaka, a rima ide po shemi: aba bcb cdc ded ...
Pjesnik u prvom licu govori o svojem putovanju kroz tri dijela zagrobnog života u vrijeme Uskrsa godine 1300., na „polovici svog životnog puta”, odnosno u 35. godini. Kroz Pakao i Čistilište vodi ga rimski pjesnik Vergilije, autor Eneide kojem se Dante divio, a kroz Raj ga vodi Beatrice, Danteova vizija savršene žene. Beatrice je bila stvarna žena iz Firence, koju je Dante sreo u djetinjstvu i kojoj se iz daljine divio. Vergilije nije mogao voditi Dantea kroz Raj zbog toga što je Vergilije nekršten i nalazi se u Limbu (1. krugu Pakla).
Posljednja riječ svih dijelova Božanstvene komedije je „zvijezde” (tal. stelle)

### Pakao (Inferno)
Pakao je alegorijska slika zemaljskoga svijeta i njegove pokvarenosti, a Dante je simbol grešnog čovjeka. Kroz Pakao i Čistilište vodi ga Vergilije, koji je njegov uzor i simbol razuma. Pakao ima 9 krugova u obliku lijevka:
1. Limb
2. Griješni ljubavnici i preljubnici
3. Proždrljivci
4. Škrtci i rasipnici
5. Srditi
6. Krivovjerci
7. Nasilnici
8. Oni u koje se nema povjerenja
9. Izdajnici

Lucifer
Što je krug niži i uži, to je grijeh veći.

### Čistilište (Purgatorio)
U čistilištu se duše čiste od 7 grijeha. Raspoređene su u 7 različitih krugova. Nakon čišćenja lete prema nebu. Na vratima raja stoje Anđeli (simboli ispovjednika) te drže moć (simbol pravde).

### Raj (Paradiso)
U raju se Dante oprašta od Vergilija te se, očišćen od grijeha, nalazi na cvjetnoj livadi. Tada se pojavljuje Beatrice (simbol milosti i Božje ljubavi). Raj čine 9 nebesa koja se vrte oko Zemlje. U njemu se nalaze dobre i svete duše, učenih ljudi, pravednih vladara… itd. Na kraju Dante moli Djevicu Mariju za čiste osjećaje i za zaštitu od magičnih zemaljskih grijeha. Pjevanje završava stihovima o ljubavi koja sve pokreće.
Djelo je pisano u alegoriji. Vrsta je ep, a strofa tercina. Tema je Danteovo putovanje kroz pakao, čistilište i raj kao srednjovjekovna vizija zagrobnog života. Istaknuta je simbolika i mistika broja tri te čovjekovo dostojanstvo i težnja za slobodom odnosno kritika Crkve i njezinih dostojanstvenika, što pripada renesansnom svjetonazoru. Pisana je firentinskim narječjem, koje je poslužilo kao temelj talijanskom književnom jeziku.

## Zanimljivosti
Zanimljivo je da je u dijelu spomenuta Hrvatska, točnije u Raju 31, 103:
Qual è colui che forse di Croazia
viene a veder la Veronica nostra,
che per l'antica fame non sen sazia, (...)
prijevod:
- Samo je jedan netko, iz Hrvatske pustolov, došao posjetiti Veroniku našu, čija prastara glad ne gasne, u mislima zbori, gledajući: "Moj Gospode, Isuse Kriste, pravi Bože, je li tvoja slika bila tada kao što je vidim sad?"...

Veronica (vera icon - prava ikona, slika Krista) predstavlja sliku Isusa Krista u nas poznatu kao Veronikin rubac.
Dante je dio svojih putovanja proveo u Hrvatskoj (uključujući i Zagreb u kojemu je njegov praunuk Nicolò Alighieri 1399. imao ljekarnu). Na tom je putovanju u njegovom društvu bio i hrvatski biskup Blaženi Augustin Kažotić. On u citatu spominje točnije hrvatske odmetnike, koji se pojave u Italiji, insinuirajući na njegovog vodiča.

## Poveznice
- Europska srednjovjekovna književnost
- Renesansa

## Vanjske poveznice
- Digital Dante, columbia.edu